# إيبيريا الساسانية
إيبيريا الساسانية (بالجورجية: სასანური ქართლი) sasanuri kartli؛ تُعرف في المصادر الفارسية الوسطى باسم Wirzān / Wiruzān / Wiruān) تشير إلى الفترة التي كانت فيها مملكة أيبيريا (كارتلي في شرق جورجيا) تحت سيادة الإمبراطورية الساسانية، والتي تشمل حكمها من قبل مرزبان (حكام) عينهم الملك الإيراني الساساني، وفيما بعد من خلال إمارة أيبيريا.

## التاريخ
كانت الممالك الجورجية محل نزاع بين الساسانيين والمجاورة الإمبراطورية الرومانية البيزنطية منذ القرن الثالث. وعلى مدى مئات السنين التالية، تمكن كل من البيزنطيين والساسانيين من فرض هيمنتهم على هذه المناطق. وفي الأوقات القليلة المتبقية، تمكن الملوك الجورجيون من الاحتفاظ باستقلاليتهم. تم إنشاء الحكم الساساني لأول مرة في وقت مبكر في العصر الساساني، في عهد الملك سابور الأول (حكم 240-270). وفي عام 284، أمّن الساسانيون العرش الأيبيري لأمير إيراني من بيت مهران، الذي عُرف لاحقًا باسم سلالته ميريان الثالث. هكذا أصبح ميريان الثالث أول رئيس لهذا الفرع من عائلة المهرانيين في مملكة أيبيريا، والمعروفة باسم سلالة تشوزرايد الحاكمة (المعروفة أيضًا باسم المهرانيين الأيبيرية)، والتي سيحكم أعضاؤها أيبيريا حتى القرن السادس. في عام 363، استعاد الملك سابور الثاني السيادة الساسانية (حكم من 309 إلى 379) عندما غزا أيبيريا ونصب Aspacures الثاني تابعًا له على العرش الأيبري.
كان للتنافس المستمر بين بيزنطة وبلاد فارس الساسانية على السيادة في القوقاز، والانتفاضة الفاشلة (523) للجورجيين تحت حكم جورجن عواقب وخيمة على البلاد. بعد ذلك، كان لملك أيبيريا سلطة اسمية فقط، بينما كان الفرس يحكمون البلاد فعليًا. وبحلول الوقت الذي كان فيه فيزهان بزمير في منصب مرزبان إيبيريا، كانت عمليات سير القديسين في تلك الفترة تشير إلى أن «الملوك» في تبليسي كانوا يتمتعون فقط بوضع ماماساخلسي، وهو ما يعني «رئيس البيت (الملكي)». وعندما توفي باكوريوس الثالث عام 580، استغلت الحكومة الساسانية في بلاد فارس بقيادة هرمز الرابع (578-590) فرصة إلغاء الملكية الأيبيرية. أصبحت إيبيريا مقاطعةً فارسية، تدار من خلال حكمها المباشر من قبل المرزبان المعين، والذي كان في الواقع، كما يقول البروفيسور دونالد رايفيلد؛ «استمرارًا قانوني للإلغاء الفعلي للملكية الأيبيرية منذ عقد 520 الميلادي».
أذعن النبلاء الإيبيريين لهذا التغيير دون مقاومة، في حين انسحب ورثة البيت الملكي لقعلاعهم المرتفعة - الخط الرئيسي سلالة تشوزرايد الحاكمة في كاخيتي، وفرع الجواراميد الأصغر سنًا في كلارجيتي وجافاخيتي. ومع ذلك، أدت السيطرة الفارسية المباشرة إلى فرض ضرائب باهظة وتعزيز نشط للزرادشتية في بلد مسيحي إلى حد كبير. لذلك، عندما شرع الإمبراطور الروماني الشرقي موريكيوس في حملة عسكرية ضد بلاد فارس عام 582، طلب النبلاء الإيبيريين منه المساعدة في استعادة النظام الملكي. استجاب موريكيوس، وفي عام 588، أرسل تلميذه، غوارام الأول من الغواراميين، كحاكم جديد لإييبريا. ومع ذلك، لم يتم تتويج غوارام كملك، ولكن تم الاعتراف به كأمير رئيس ومنح اللقب الروماني الشرقي قربلاط. أكدت المعاهدة البيزنطية الساسانية لعام 591 إعادة الترتيب الجديدة هذه، لكنها تركت إيبيريا مقسمة إلى أجزاء يهيمن عليها الرومان والساسانيون في مدينة تبليسي. لقد أصبحت متسخيتا تحت السيطرة البيزنطية.
أعاد خليفة غوارام، الأمير الثاني ستيفن الأول (ستيفانوز الأول)، توجيه سياسته نحو بلاد فارس في محاولة لإعادة توحيد إيبيريا المنقسمة، وهو هدف يبدو أنه حققه، لكن هذا كلفه حياته عندما هاجم الإمبراطور البيزنطي هرقل تبليسي في 626، خلال الحرب الساسانية-البيزنطية 602-628، مما يشير إلى الهيمنة البيزنطية المؤكدة في معظم جورجيا بحلول العام 627-628 على حساب الساسانيين حتى الفتح الإسلامي لبلاد فارس.

## حكام أيبيريا الساسانيون
- بيران غوشناسب
- أرفاند غوشناسب
- فيزهان بوزميهر